# Ruggenmergkanaal
Het ruggenmergkanaal of wervelkanaal (Canalis vertebralis) is een onderdeel van de wervelkolom. Het wordt gevormd door de ruimte die is ingesloten door het wervellichaam en de wervelboog. Het ruggenmerg loopt door het ruggenmergkanaal.